# Sylvisorex corbeti
Sylvisorex corbeti és una espècie d'eulipotifle de la família de les musaranyes. És endèmica de Nigèria. Es tracta de l'espècie més grossa del seu gènere, amb una llargada total de 164 mm. Té el pelatge de color marró fosc negrenc. El seu hàbitat natural són els boscos d'aiguamoll situats a una altitud de 1.900 msnm. L'espècie fou anomenada en honor del mastòleg britànic Gordon B. Corbet.